# Constantino Urbieta Sosa
Constantino Urbieta Sosa (12 d'agost de 1907 - 12 de desembre de 1983) fou un futbolista argentí.

## Selecció de l'Argentina
Va formar part de l'equip argentí a la Copa del Món de 1934. També fou internacional amb el Paraguai.